# Ylä-Pulkko och Pieni-Pulkko
Ylä-Pulkko och Pieni-Pulkko är en sjö i Finland. Den ligger i kommunen Kuopio i landskapet Norra Savolax, i den centrala delen av landet, 300 km norr om huvudstaden Helsingfors. Ylä-Pulkko och Pieni-Pulkko ligger 88,6 meter över havet. Den är 13 meter djup. Arean är 1,65 kvadratkilometer och strandlinjen är 12,51 kilometer lång. Sjön  ingår i Vuoksens huvudavrinningsområde.   I omgivningarna runt Ylä-Pulkko och Pieni-Pulkko växer i huvudsak blandskog.